# 贾甘杰阿齐姆甘杰
贾甘杰阿齐姆甘杰（Jiaganj Azimganj），是印度西孟加拉邦Murshidabad县的一个城镇。总人口47228（2001年）。

## 人口
该地2001年总人口47228人，其中男性23948人，女性23280人；0—6岁人口5125人，其中男2603人，女2522人；识字率67.94%，其中男性为73.45%，女性为62.26%。